# Повесть о купце Иоанне
«Гистория о российском купце Иоанне и о прекрасной девице Элеоноре» или «Повесть о купце Иоанне» — одна из русских повестей петровской эпохи, распространявшихся в рукописном виде.
Повесть представляет собой небольшое по объёму произведение с простым сюжетом. Главный герой — сын русского купца, который работает приказчиком в Париже. н влюбляется в Элеонору, воспитанницу своего патрона, и добивается её взаимности. Однако дочь патрона Анна-Мария рассказывает об этом родителям, из-за чего Иоанна выгоняют, а Элеонору выдают за другого. Иоанн возвращается на родину. Его жизнь складывается благополучно, но он всё же не может забыть любимую.
«Повесть о купце Иоанне» написана под явным влиянием «Повести о российском кавалере Александре». Здесь получает развитие тема «неудачного волокиты». Повесть показывает изменения в быте и мировоззрении российского купечества, которые произошли благодаря реформам Петра I. Она, в свою очередь, повлияла на народные сказки и эротические лубочные картинки о купце, приказчике и его жене.